# 빌라콜레만디나
빌라콜레만디나(이탈리아어: Villa Collemandina)는 이탈리아 토스카나주 루카도에 있는 코무네이며, 피렌체에서 북서쪽으로 50km, 루카에서 북쪽 35km 거리에 있다.